# Ethics Organization of Computer Software
La Ethics Organization of Computer Software (一般社団法人コンピュータソフトウェア倫理機構?, Ippan Shadan Hōjin Konpyūta Sofutowea Rinri Kikō) (sigla: EOCS o Sofurin) è un'organizzazione giapponese che si occupa di valutare i videogiochi e software per computer, in particolare visual novel, dating sim ed eroge.

Classificazione EOCS su un videogioco bishōjo

Fondata nel 1992, originariamente classificava i titoli in "General software" e "18". Nel 2011 il sistema di classificazione è stato aggiornato e trasformato in una scala a cinque livelli.